# Победный рельеф Шапура I в Накше-Рустаме

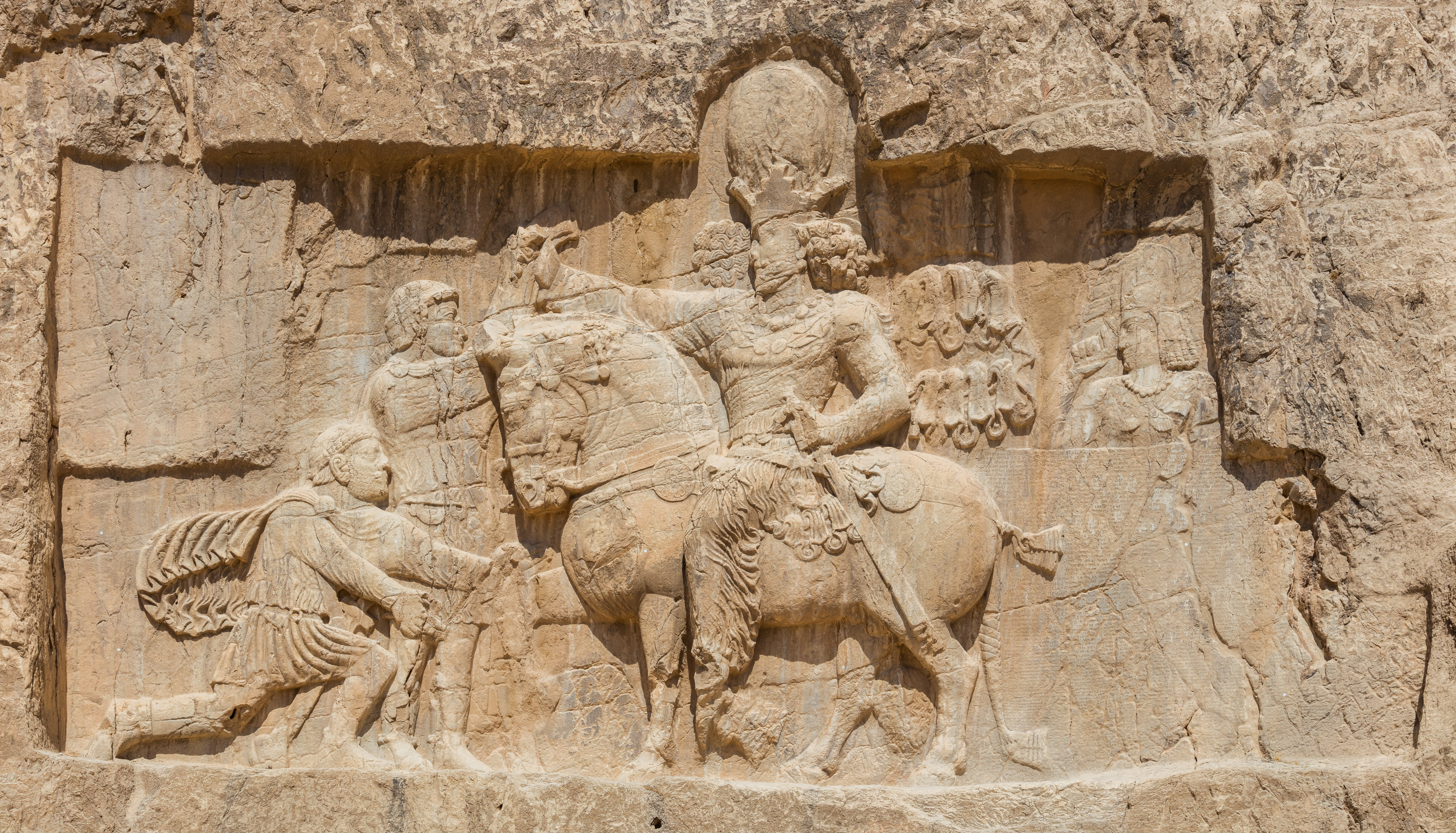
Рельеф триумфа Шапура I над Валерианом в Накше-Рустаме (ок. 241–272 гг. н. э.), расположенном в 3 км к северу от Персеполя

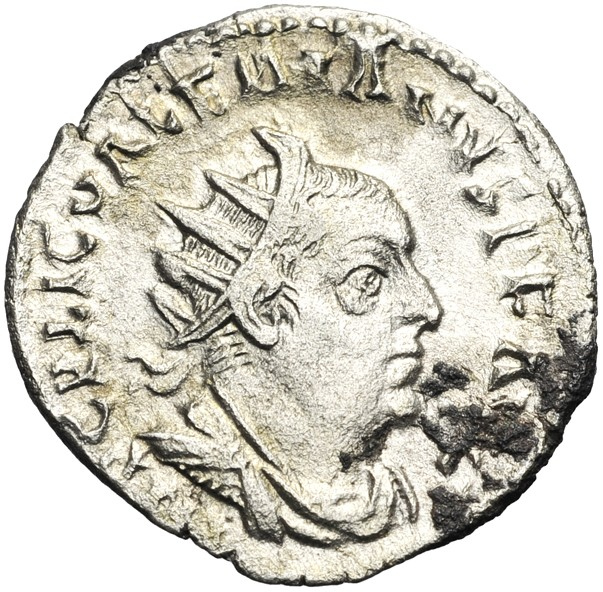
Изображение Валериана на его монете

Победный рельеф Шапура I при Накше-Рустаме расположен в 3 км к северу от Персеполя. Это самый впечатляющий из восьми наскальных рисунков времени государства Сасанидов, вырубленных в скале под гробницами их ахеменидских предшественников.
На этой резьбе изображена знаменитая сцена, в которой римский император Валериан преклоняет колени перед Шапуром I и просит о пощаде. Шапур победил Валериана в битве при Эдессе, в которой вся римская армия была уничтожена, а Валериан стал пленником Шапура. Это был первый и единственный раз, когда римский император попал в плен. Император Филипп Араб изображён стоящим, а Гордиан III мёртвым у ног коня Шапура. Под лошадью есть греческая надпись из пяти строк, но она повреждена. Считается, что были также две надписи, ныне уничтоженные, на среднеперсидском и парфянском языках.